# Pierre-François Bouligand
Pour les articles homonymes, voir Bouligand.
Pierre François Bouligand est un homme politique français né le 22 novembre 1866 à Fay-de-Bretagne (Loire-Atlantique) et décédé le 28 février 1930 à Paris.

## Biographie
Pierre-François Bouligand est le fils de Pierre François Bouligand et de Jeanne Joséphine Fourage. 
Instituteur en 1884, d'abord à Quéven, puis à Lorient, il est directeur de l'école publique de Lorient en 1918. 
Conseiller général en 1907, vice-président du Conseil général du Morbihan jusqu'à sa mort, il est député du Morbihan, inscrit au groupe radical-socialiste de 1919 à 1930.

## Sources
- « Pierre-François Bouligand », dans le Dictionnaire des parlementaires français (1889-1940), sous la direction de Jean Jolly, PUF, 1960 [détail de l’édition]